# Heinrich Behm

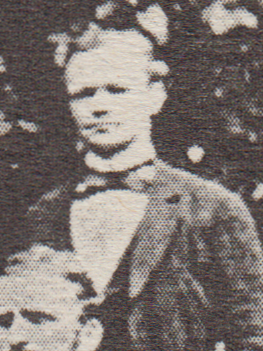
Heinrich Behm (1881)

Heinrich Martin Theodor Behm (* 30. April 1853 in Thelkow; † 11. Mai 1930 in Schwerin) war ein lutherischer Theologe und Landesbischof von Mecklenburg-Schwerin.

## Leben

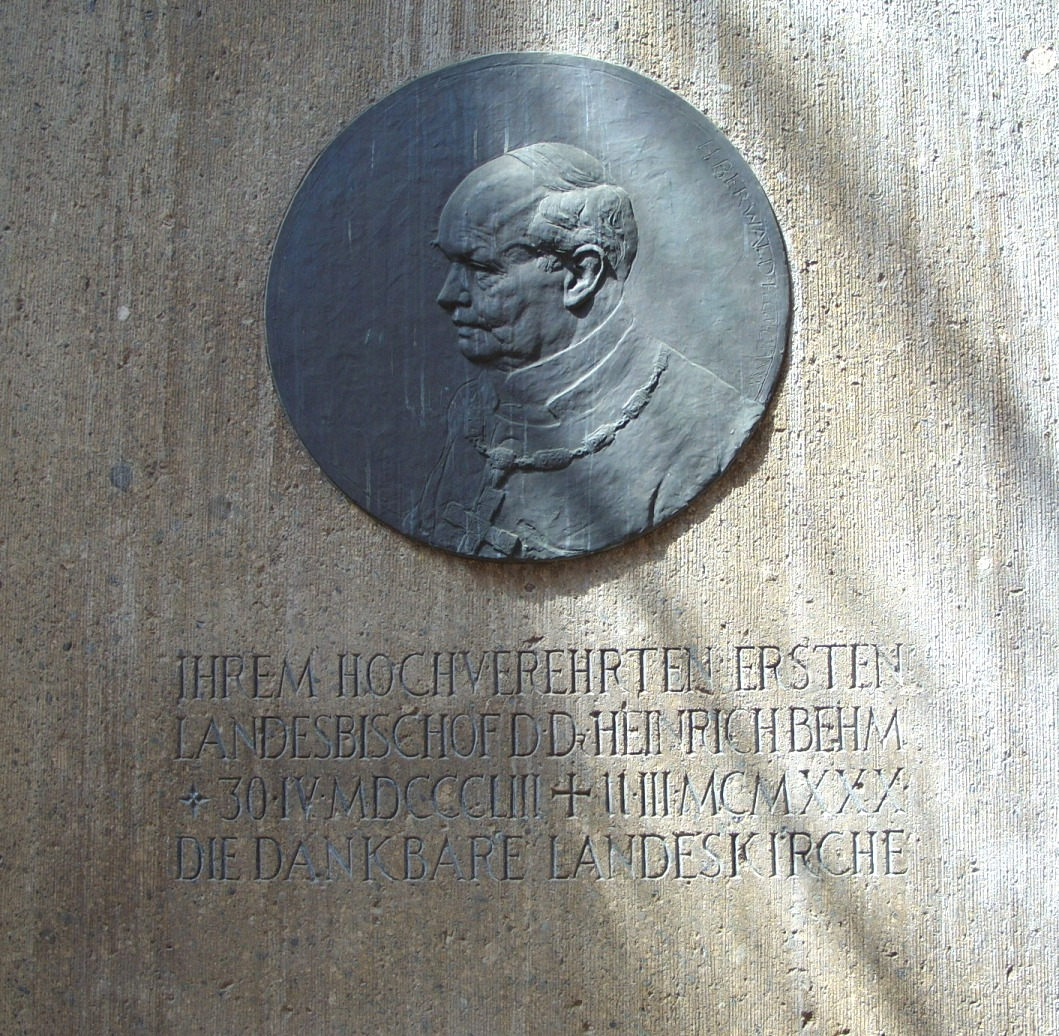
Denkmal für Heinrich Behm (Schweriner Dom)

Heinrich Behm, ein Sohn des evangelischen Pastors August Behm (1815–1901), besuchte die Schule in Parchim und nahm anschließend das Studium der Evangelischen Theologie an den Universitäten Leipzig und Rostock auf, welches er in Rostock 1878 mit der Promotion zum Dr. phil abschloss. Während seines Studiums wurde er 1873 Mitglied der SBV Nordalbingia Leipzig. Heinrich Behm übernahm im Jahre 1879 zunächst eine Stelle als Gymnasiallehrer in Doberan. 1883 wurde er Gemeindepfarrer in Schlieffenberg und 1887 in Parchim, bevor er 1897 zum Domprediger in Güstrow berufen wurde. Im Jahre 1900 erhielt Behm die Ernennung zum Superintendenten in Doberan und nach neun Jahren zum Superintendenten in Schwerin. 1913 verlieh ihm die Universität Rostock die theologische Ehrendoktorwürde.
1921 wurde Behm zum ersten Landesbischof von Mecklenburg-Schwerin gewählt. Dieses Amt bekleidete er bis zu seinem Tode im Jahre 1930. Sein Nachfolger wurde Heinrich Rendtorff.
Heinrich Behm war 1885 Mitgründer und stellvertretender Vorsitzender des Mecklenburgischen Judenmissionsvereins.

## Familie
Verheiratet war Heinrich Behm mit Anna Bachmann. Sein Schwiegervater war der Rostocker Professor für evangelische Theologie Johannes Bachmann, sein Schwager Friedrich Bachmann, Theologe, Pädagoge und Historiker. Aus der Ehe gingen der Neutestamentler Johannes Behm (1883–1948) und der Mediziner Martin Behm (1892–1971) hervor.

## Werke
- D. Johannes Bachmann, † Konsistorialrat, ordentl. Prof. der Theol. u. Universitätsprediger in Rostock. Blätter zu seinem Gedächtnis nebst einer Auswahl seiner Gedichte, 1888
- Die Innere Mission. Eine kirchliche Reformbewegung des 19. Jahrhunderts, 1892
- Wach auf. Geist christlichen Zeugentums, 1910
- Zur Frage der Weltanschauung, 1919
- Die Belebung der Kirchengemeinden, 1922
- Im Dienste des Herrn. Blätter aus der Arbeit des Heinrich Behm, Landesbischof in Mecklenburg-Schwerin, hg. von Johannes Behm und Julius Sieden, 1930